# Niedergasse 11 (Stolberg)

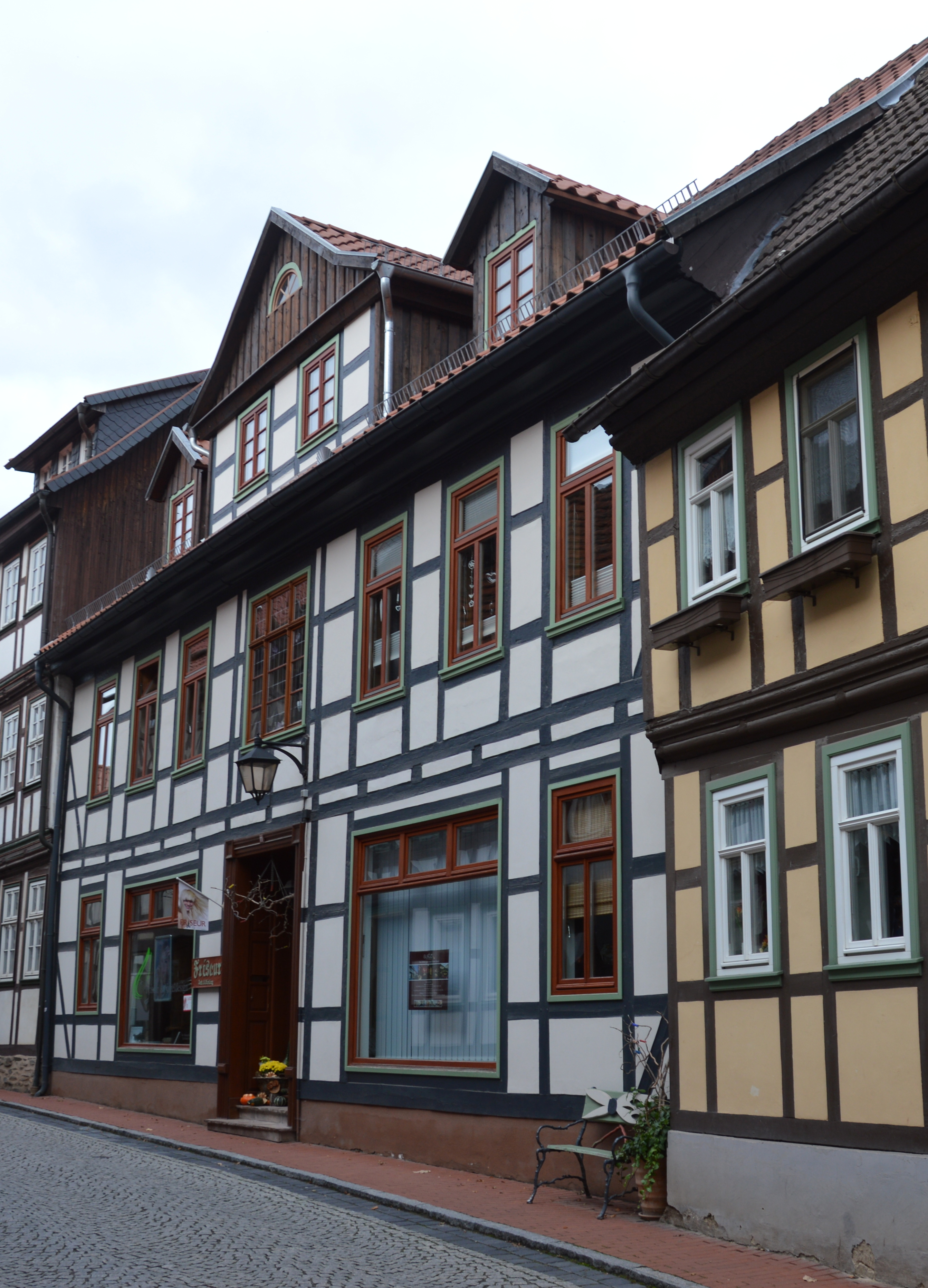
Haus Niedergasse 11

Das Haus Niedergasse 11 ist ein denkmalgeschütztes Wohnhaus in Stolberg (Harz) in der Gemeinde Südharz in Sachsen-Anhalt.

## Lage
Es befindet sich im nördlichen Teil der Niedergasse auf ihrer östlichen Seite in der Altstadt von Stolberg. Unmittelbar nördlich grenzt das gleichfalls denkmalgeschützte Haus Niedergasse 9, südlich das Haus Niedergasse 13 an.

## Architektur und Geschichte
Das zweigeschossige Fachwerkhaus entstand in der ersten Hälfte des 19. Jahrhunderts. Die siebenachsige Fassade ist symmetrisch angelegt, wobei sich in der Mitte die etwas nach innen versetzte Haustür vom Ende des 19. Jahrhunderts befindet. Darüber ist im Obergeschoss ein in den 1930er Jahren eingefügtes Panoramafenster angeordnet. Das Fachwerk ist, für die Bauzeit typisch, schlicht und auf die statisch erforderlichen Teile beschränkt.
Im Erdgeschoss ist ein Ladengeschäft samt Schaufenster untergebracht. Derzeit (Stand 2017) wird dort ein Frisörgeschäft betrieben.
Im örtlichen Denkmalverzeichnis ist das Wohnhaus seit dem 30. August 2000 unter der Erfassungsnummer 094 30282 als Baudenkmal verzeichnet. Der Wohnhaus gilt als kulturell-künstlerisch sowie städtebaulich bedeutsam.